# Vulcano Sabatino

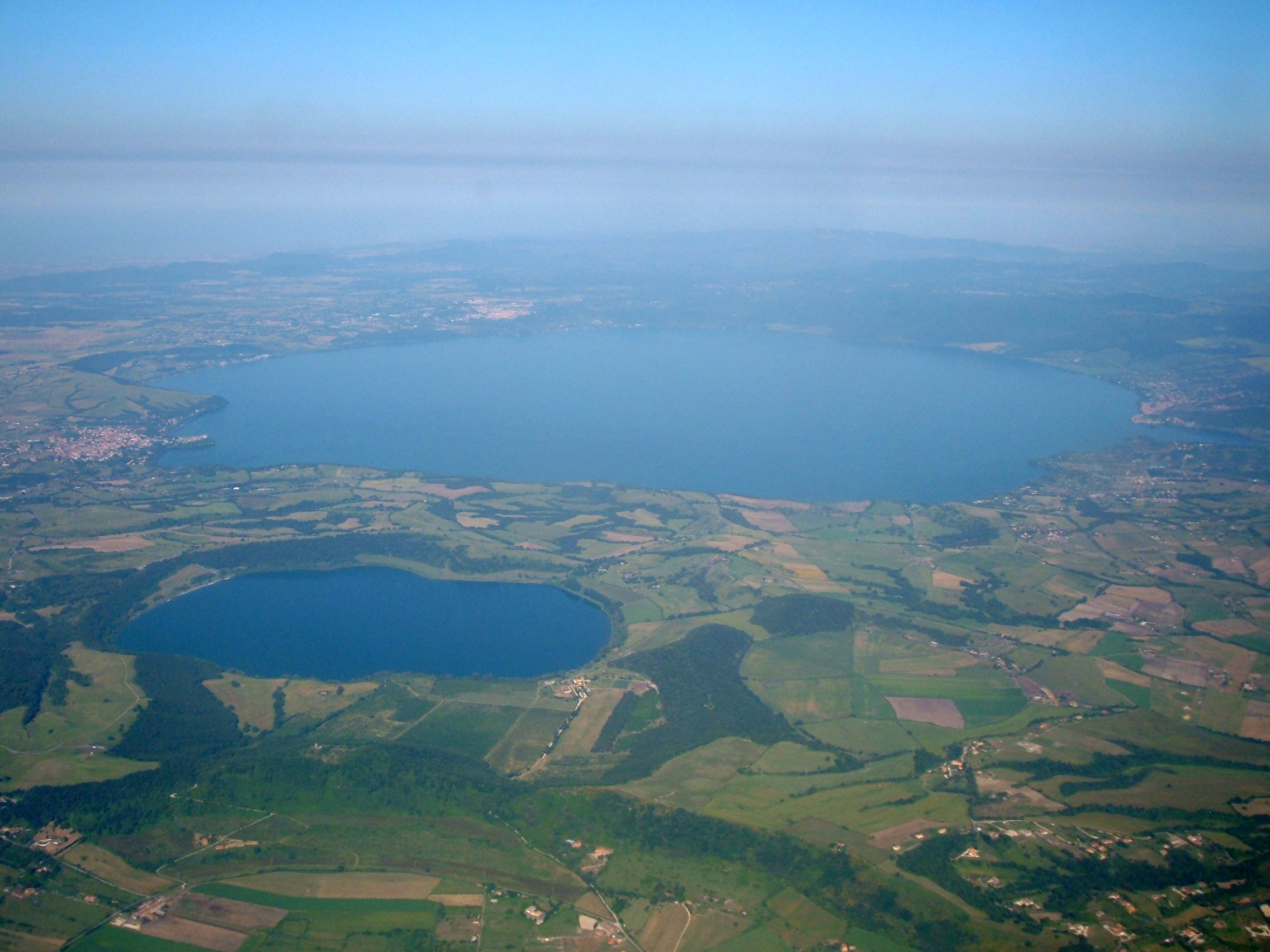
Lago di Martignano (vorne) und Braccianosee (hinten).

Der Vulcano Sabatino bzw. das Sabatinische Vulkansystem in der Region Latium war in der Zeit vor 600.000 bis 40.000 Jahren aktiv.
Das etwa 1600 km³ große Gebiet liegt nördlich von Rom und östlich von Civitavecchia.
Aus den Aktivitäten resultieren die Sabatiner Berge und unter anderem der Lago di Martignano und der Braccianosee in den Vulkankratern.